# Fortune Plaza
Le Fortune Plaza est un gratte-ciel de 230 mètres construit en 2008 Ürümqi dans la province du Xinjiang en Chine.